# نصف‌النهار ۷۱ درجه شرقی
نصف‌النهار ۷۱ درجه شرقی ۷۱مین نصف‌النهار شرقی از گرینویچ است که از لحاظ زمانی ۴ساعت و ۴۴دقیقه با گرینویچ اختلاف زمانی دارد.
این نصف‌النهار از قطب شمال شروع و از مناطق زیر گذشته و به قطب جنوب ختم می‌شود.
- روسیه
- اقیانوس هند